# Anarmostes ater
Anarmostes ater es una especie de coleóptero de la familia Zopheridae.

## Distribución geográfica
Habita en Costa Rica.